# قصر الأحمدي
قصر الأحمدي، هو قصر بناه الخليفة العبَّاسي أحمد المعتمد على الله (حكم 870 – 892م) في مدينة سامرَّاء وسُمي به. قال بعض أهل الأدب: «اجتزت بسامراء فرأيت على جدار من جدران القصر المعروف بالأحمدي مكتوبًا»:

### فهرس المنشورات
1. ↑  الحموي (1977)، ص. 117.

### معلومات المنشورات كاملة
الكتب مرتبة حسب تاريخ النشر
- ياقوت الحموي (1977)، معجم البلدان (ط. 1)، بيروت: دار صادر، OCLC:1014032934، QID:Q114913343